# Мануель Вігнау
Мануе́ль Вігна́у (фр. Manuel Vignau; нар.24 вересня 1978, Ла-Плата, пров. Буенос-Айрес, Аргентина) — аргентинський актор, театральний режисер та драматург.

## Життєпис
Мануель Вігнау народився 24 вересня 1978 року в місті Ла-Плата, столиці провінції Буенос-Айрес в Аргентині. Як актор відомий, перш за все, участю у трьох проектах аргентинського кінорежисера Марко Бергера: короткометражці «Остання воля» (ісп. Ultima voluntad) та повнометражних стрічках «План Б» (2009) та «Гаваї» (2013).
Вігнау також виступає як театральний автор, режисер та актор. Він є прихильником клубу Рівер Плейт.

## Фільмографія
- 2006 : 1 песо, 1 долар[es] / 1 peso, 1 dólar
- 2007 : Остання воля (короткометражка) / Una última voluntad — один із солдатів
- 2008 : Агнець Божий[es] / Cordero de Dios
- 2009 : План Б / Plan B — Бруно
- 2012 : Любов завжди спалює нас / El amor siempre nos quema
- 2013 : Гаваї / Hawaii — Еугеніо
- 2013 : Одяг Шона / El Vestido Brillaba (короткометражка)  — Франко
- 2014 : Дельта / Delta

## Визнання
| Аргентинська асоціація кінокритиків |                                    |              |           |
| 2009                                | Срібний кондор найкращому акторові | Агнець Божий | Номінація |